# Para w ruch
Para w ruch (ang. Raising Steam) – 40. powieść Terry'ego Pratchetta z serii Świat Dysku. Książka jest kolejną częścią przygód Moista von Lipwiga. Powieść w polskim tłumaczeniu Piotra W. Cholewy ukazała się 15 maja 2014 roku nakładem wydawnictwa Prószyński i S-ka.